# Alniphyllum pterospermum
Alniphyllum pterospermum là một loài thực vật có hoa trong họ Bồ đề. Loài này được Matsum. mô tả khoa học đầu tiên năm 1901.